# Distrito de Rajgarh
Rajgarh (en hindi; राजगढ़ जिला) es un distrito de la India en el estado de Madhya Pradesh. Código ISO: IN.MP.RG.
Comprende una superficie de 6 143 km².
El centro administrativo es la ciudad de Rajgarh.

## Demografía
Según censo 2011 contaba con una población total de 1 546 541 habitantes, de los cuales 755 503 eran mujeres y 791 038 varones.

## Localidades
- Biaora